# Nod Your Head
Nod Your Head è un brano di Paul McCartney, pubblicato come ultima traccia dell'album Memory Almost Full del 2007.

## Il brano
Dopo essere stato pubblicato sul singolo Dance Tonight, commercializzato sia in versione digitale che su CD che su vinile a 7", venne incluso anche sull'omonimo singolo, pubblicato su iTunes il 28 agosto 2007 e venduto ad un prezzo di $1.99. L'ex-beatle ha suonato tutti gli strumenti nella canzone. Nel 2011, Nod Your Head, è stata inclusa sull'album Live at the ICA Festival.

## Tracce singolo
1. Nod Your Head – 1:58 (Paul McCartney)
2. Nod Your Head (videoclip) – 1:59 (Paul McCartney)